# سیارک ۸۵۷۷
سیارک ۸۵۷۷ (به انگلیسی: 8577 Choseikomori، نامگذاری:1996VX8) هشت هزار و پانصد و هفتاد و هفتمین سیارک کشف شده‌است که در ۷ نوامبر ۱۹۹۶ کشف شد.
قدر مطلق سیارک برابر ۱۳٫۵۰ است.